# Роджер Ґріффін
Ро́джер Ґрі́ффін (англ. Roger Griffin) — британський політолог, доктор філософії, професор Оксфордського університету Брукса. Найбільше став відомим як дослідник фашизму. Автор понад п'ятдесяти наукових статей, присвячених фашизму, правому радикалізму, «новій правиці», тероризму і релігійному екстремізму. Переклав на англійську мову окремі роботи італійських політологів Норберто Боббіо і Ферруччо Россі-Ланді.

## Теорія
Згідно теорії Ґріффіна, викладеній в його першій праці, «Природа фашизму» (1991), фашизм є «родом політичної ідеології, міфічним ядром якого — в різних проявах — є палінгенетична форма ультранаціоналізму». Іншими словами, фашизм — це ідеологія, спрямована на революційне оновлення, «новонародження» (палінгенез) нації, або раси, яка самими ідеологами фашизму сприймається як особливий надособистісний суб'єкт історії, здатний переживати як періоди занепаду, спричиненого порушенням органічної цілісності нації, так і періоди відродження або — в термінах цього підходу — періоди повторного народження. В своїй останній роботі, «Модернізм і фашизм» (2007), Ґріффін представив більш розгорнуте визначення фашизму як різновиду політичного модернізму.
Будучи родом політичної ідеології, фашизм може приймати різноманітні форми, залежно від конкретного національного контексту. Так, ідеології Національної фашистської партії Беніто Муссоліні, Націонал-соціалістичної німецької робітничої партії Адольфа Гітлера, румунської «Залізної Гвардії» Корнелія Кодряну і деякі інші є різновидами родового фашизму.
Підход Ґріффіна заснований на вченні Макса Вебера про «ідеальні типи», теорії Майкла Фрідена про політичні ідеології й працях таких дослідників фашизму як Джордж Мосс, Стенлі Пейн і Еміліо Джентиле. Незважаючи на критику зі сторони окремих представників як ліберальної, так і (нео)марксистської шкіл вивчення фашизму, книги й статті Ґріффіна справили значний вплив на дослідження різноманітних крайньо правих ідеологій.
Праці Ґріффіна залучалися в процесі розгляду судової справи «Русское национальное единство против Г. Туз и „Ставропольской правды“» в Росії.

## Праці
- The Nature of Fascism. New York: St. Martin's Press, 1991. ISBN 0-312-07132-9.
- Modernism and Fascism: The Sense of a Beginning under Mussolini and Hitler. Hampshire and New York: Palgrave, 2007. ISBN 1-4039-8783-1.
- A Fascist Century. Essays by Roger Griffin, edited by Matthew Feldman. Hampshire and New York: Palgrave, 2008. ISBN 0-230-22089-4.

## Праці під редакцією Роджера Ґріффіна
- Fascism Oxford and New York: Oxford University Press, 1995. ISBN 0-19-289249-5.
- International Fascism: Theories, Causes and the New Consensus. London and New York: Oxford University Press, 1998. ISBN 0-340-70614-7.
- Fascism: Critical Concepts in Political Science / Roger Griffin, Matthew Feldman (Eds.). London: Routledge, 2004. ISBN 0-415-29015-5.
- Fascism, Totalitarianism, and Political Religion, London: Routledge, 2006. ISBN 0-415-34793-9.
- Fascism Past and Present, West and East: An International Debate on Concepts and Cases in the Comparative Study of the Extreme Right / Roger Griffin, Werner Loh, Andreas Umland (Eds.). Stuttgart: ibidem-Verlag, 2006. ISBN 3-89821-674-8.[4]

## Статті українською
- Роджер Ґрифін. Дослідження фашизму в Східній Європі: рух навздогін чи прокладання нового шляху? // Україна Модерна. — 2013. — № 20.